# 沈家彝
沈家彝（1881年—1955年），字季让，一字悔盦，江苏江宁人，中華民國司法院大法官、中華人民共和國中央文史研究舘舘員，法學家。

## 生平
沈家彝生于清朝光绪七年（1881年），其父沈味兰是张之洞的幕僚。光绪二十年（1894年），张之洞从湖广总督调任两江总督，沈味兰擕家也從武漢搬到南京。光绪廿三年（1897年），沈家彝中举，1898年，他到北京会试，未中，後入京师大学堂，之後官费出国留学，入东京帝国大学法科，与广田弘毅成爲同班同学。民國元年(1912年)，沈家彝毕业歸国，歷任奉天省审判厅厅长、京师高等法院院长，民國21年(1932年)任上海特别市高等法院院长。
民國16年(1927年)沈家彝曾三次到张作霖的元帅府营救好友李大钊，但未果。
抗日戰爭爆發後，沈家彝在日本佔領區开业律师，並且拒絕了日本人出山任職的邀請，广田弘毅親筆致函也不為所動。
抗日戰爭胜利后，國民政府还都南京，任命沈家彝为司法院大法官。民國37年(1948年)3月，行宪国民大會召開，选举蒋介石、李宗仁为中華民國正、副总统，並舉行宣誓仪式，两名大法官代表全体国民监誓，兩名大法官之一就是沈家彝。民國38年(1949年)春，他未應国民党去台湾的要求，留在中國大陆。中華人民共和國成立后，沈家彝到北京任中央文史研究馆馆员。1955年12月4日他在北京病逝。

## 家庭
沈家彝有八子三女。
- 次子：沈崇誨，中國國民革命軍空軍第二大隊第九中隊中尉副隊長(充任)，民國26年(1937年)上海淞沪会战爆發，於8月19日上午10時執行轟炸位於上海浦東外海佘山島附近的敵航空母艦等船團，途中於南匯上空，因飛機故障冒煙脫離隊形，隨後駕駛傷機撞擊位於上海白龍港外海的日本軍艦壯烈成仁，為貫徹筧橋中央航空學校國旗旗桿石基上所誌：「我們的身體飛機和炸彈，當與敵人兵艦陣地同歸於盡！」之第一人。國民政府追贈其為上尉。1975-1977年，台灣中央電影公司拍攝電影《筧橋英烈傳》時，曾將其事蹟編入劇情中。
- 六子：沈崇健，字叙韩，燕京大学毕业，后参加抗日戰爭，此后以“韩叙”为姓名(即將他的字對調而來)，成爲中華人民共和國外交官，曾任驻美大使。
- 七子：沈崇刚，水利专家，教授级高级工程师，曾任中国水利水电科学研究院副院长、中国大坝委会员秘书长，国际大坝委员会副主席。
  - 沈崇刚夫人：王玉珍，女歌唱家。1959年在歌剧《洪湖赤卫队》中飾演主角韩英。1981年王玉珍调中国音乐学院声乐系任教，是全国人大第三、五届代表。